# مشروب سيدونا
مشروب سيدونا هو مشروب غازي من التفاح الأيرلندي بدأ بيعه منذ عام 1955. إنه مشهور في أيرلندا وله بعض المبيعات في المملكة المتحدة. تنتجه ماجنرز (جزء من C&C) ويأتي في زجاجة خضراء مميزة. وهي الآن جزء من Britvic Ireland بسبب بيع C&C لقطاع المشروبات الغازية في عام 2007.

## نسخة المملكة المتحدة
أعلنت عنه إتش بي بولمر [الإنجليزية] في عام 1940 في راديو تايمز المملكة المتحدة باعتباره أحدث مشروب تفاح فوار وغير كحولي وبسعر 10 بنسات مقابل 5 زجاجات كبيرة.

## روابط خارجية
- سيدونا - الموقع الرسمي